# وحوي يا وحوي

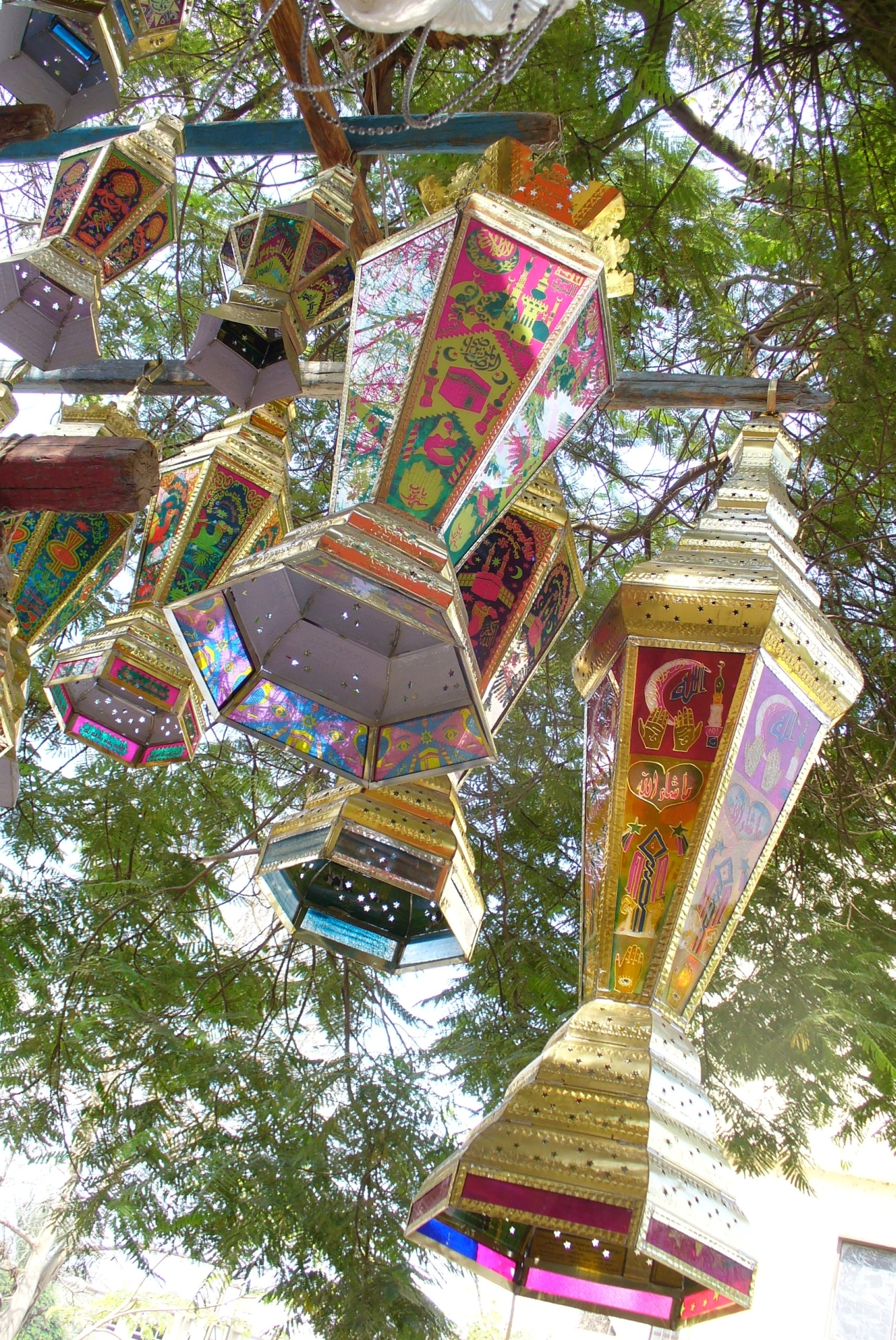

وحوي يا وحوي هي أغنية مصرية من ألحان أحمد الشريف وكلمات حسين حلمي المانسترلي وغناء أحمد عبد القادر قدمها لأول مرة في عام 1937 ثم أعاد فتحي قورة وأحمد صبري صياغة كلماتها وألحانها لتغنيها اللبنانية هيام يونس، وهي طفلة، ضمن أحداث فيلم قلبي على ولدي للمخرج هنري بركات في عام 1953.

## معنى كلمة وحوي
توجد روايتان لمعنى كلمة وحوي:
- الرواية الأولى: بأن كلمة وحوي تعود لمصر القديمة وإن كلمة وحوي تعني أهلاً أو مرحباً، أما كلمة إياحة فهي تعني القمر إي أهلاً ومرحباً بالقمر، وهي العبارة التي كان يهتف بها قدماء المصريين في استقبالهم للملكة إياح حتب تعبيراً عن تقديرهم لتضحياتها الكبيرة بعدما دفعت بابنها أحمس الأول الذي نجح في طرد الهكسوس من مصر، وفقدها لزوجها الملك سقنن رع، وابنها الأكبر كامس في معركتهم ضد الهكسوس.
- الرواية الثانية: بأنها تعود للعصر القبطي إي أن كلمة وحوي تعني اقترب، أما كلمة إياحة تعني الهلال، إي إقترب الهلال.

## كلمات الأغنية
- وحوي يا وحوي اياحه
- وحوي يا وحوي اياحه
- روحت يا شعبان اياحه
- وحوينا الدار جيت يا رمضان
- وحوي يا وحوي اياحه
- هل هلالك و البدر اهو بان يالا الغفار
- شهر مبارك و بقاله زمان يالا الغفار
- هل هلالك و البدر اهو بان يالا الغفار
- شهر مبارك و بقاله زمان يالا الغفار
- شهر مبارك و بقاله زمان
- محلا نهارك بالخير مليان
- وحوي يا وحوي اياحه
- وحوينا الدار جيت يا رمضان
- وحوي يا وحوي اياحه
- جيت في جمالك سقفوا يا عيال
- سقفو يا عيال يالا الغفار
- محلا صيامك فيه صحة وعال
- صحة وعال يالا الغفار
- جيت في جمالك سقفوا يا عيال
- سقفو يا عيال يالا الغفار
- محلا صيامك فيه صحة وعال
- روحت يا شعبان وحوينا الدار جيت يا رمضان
- وحوي يا وحوي اياحه
- طول ما نشوفك قلبنا فرحان يالا الغفار
- يكتر خيرك أشكال وألوان يالا الغفار
- طول ما نشوفك قلبنا فرحان يالا الغفار
- يكتر خيرك أشكال وألوان يالا الغفار
- يكتر خيرك أشكال وألوان
- بكره في عيدك نلبس فستان
- وحوي يا وحوي اياحه
- روحت يا شعبان اياحه
- وحوينا الدار جيت يا رمضان
- وحوي يا وحوي اياحه
- هاتي فانوسك ياختي يا احسان
- ياختي يا إحسان يالا الغفار
- اه يا ننوسك في ليالي رمضان
- في ليالي رمضان يالا الغفار
- هاتي فانوسك ياختي يا احسان
- ياختي يا إحسان يالا الغفار
- اه يا ننوسك في ليالي رمضان
- في ليالي رمضان يالا الغفار
- اه يا ننوسك في ليالي رمضان
- ماما تبوسك و باباكي كمان
- وحوي يا وحوي اياحه
- روحت يا شعبان اياحه
- وحوينا الدار جيت يا رمضان
- وحوي يا وحوي اياحه
- وحوي يا وحوي اياحه
- روحت يا شعبان اياحه
- وحوينا الدار جيت يا رمضان
- وحوي يا وحوي اياحه
- صحة وعال يالا الغفار
- محلا صيامك فيه صحة وعال
- نفدي و صالك بالروح والمال
- وحوي يا وحوي اياحه
- روحت يا شعبان اياحه
- وحوينا الدار جيت يا رمضان
- وحوي يا وحوي اياحه
- وحوي يا وحوي اياحه